# Setaria cernua
Setaria cernua är en gräsart som beskrevs av Carl Sigismund Kunth. Setaria cernua ingår i släktet kolvhirser, och familjen gräs. Inga underarter finns listade i Catalogue of Life.